# Альберт Еліс
Альберт Еліс (ісп. Alberth Elis; нар. 12 лютого 1996, Сан-Педро-Сула) — гондураський футболіст, правий півзахисник збірної Гондурасу.
Виступав, зокрема, за клуби «Олімпія» та «Монтеррей», а також національну збірну Гондурасу.

## Клубна кар'єра
У дорослому футболі дебютував 2013 року виступами за команду клубу «Олімпія», в якій провів три сезони, взявши участь у 62 матчах чемпіонату. Більшість часу, проведеного у складі «Олімпії», був основним гравцем атакувальної ланки команди. У складі «Олімпії» був одним з головних бомбардирів команди, маючи середню результативність на рівні 0,4 голу за гру першості.
Своєю грою за цю команду привернув увагу представників тренерського штабу клубу «Монтеррей», до складу якого приєднався 2016 року. Відіграв за команду з Монтеррея п'ять матчів.
До складу клубу «Х'юстон Динамо» приєднався 2017 року. Відтоді встиг відіграти за команду з Х'юстона 62 матчі в національному чемпіонаті, забив дванадцять вісім голів.
З 2020 захищав кольори португальської команди «Боавішта». 25 серпня 2021 року на правах оренди перейшов до французького клубу «Бордо».
У червні 2022 Альберт та «Бордо» уклали повноцінний контракт. 30 січня 2023 на правах оренди перейшов до іншого французького клубу «Брест».

## Виступи за збірні
2013 залучався до складу юнацької збірної Гондурасу, взяв участь в 11 матчах на юнацькому рівні, забив 5 голів.
З 2014 залучався до складу молодіжної збірної Гондурасу. На молодіжному рівні зіграв у 8 офіційних матчах, забив 4 голи.
У 2015—2016 захищав кольори олімпійської збірної Гондурасу. У складі цієї команди провів 11 матчів, забив 6 голів. У складі збірної — учасник футбольного турніру на Олімпійських іграх 2016 року у Ріо-де-Жанейро.
2014 року дебютував в офіційних матчах у складі національної збірної Гондурасу. Наразі провів у формі головної команди країни 60 матчів, забивши 13 голів.

## Голи за збірні

### Олімпійська
| #  | Дата           | Місце                                | Опонент        | Гол | Результат | Турнір                                 |
| -- | -------------- | ------------------------------------ | -------------- | --- | --------- | -------------------------------------- |
| 1. | 4 жовтня 2015  | СтабХаб Центр, Карсон, США           | Коста-Рика     | 0:2 | 0:2       | Олімпійська кваліфікація КОНКАКАФ 2016 |
| 2. | 7 жовтня 2015  | Дікс Спортінг Гудс Парк, Денвер, США | Мексика        | 1:1 | 2:1       | Олімпійська кваліфікація КОНКАКАФ 2016 |
| 3. | 10 жовтня 2015 | Ріо Тінто Стедіум, Санді, США        | США            | 0:1 | 0:2       | Олімпійська кваліфікація КОНКАКАФ 2016 |
| 4. | 4 серпня 2016  | Ріо Тінто Стедіум, Санді, США        | США            | 0:2 | 0:2       | Олімпійська кваліфікація КОНКАКАФ 2016 |
| 5. | 7 серпня 2016  | Енженья́н, Ріо-де-Жанейро, Бразилія   | Португалія     | 1:0 | 1:2       | Олімпійські ігри 2016                  |
| 6. | 13 серпня 2016 | Мінейран, Белу-Оризонті, Бразилія    | Південна Корея | 0:1 | 0:1       | Олімпійські ігри 2016                  |

### Національна
| #  | Дата              | Місце                                              | Опонент           | Гол | Результат | Турнір                        |
| -- | ----------------- | -------------------------------------------------- | ----------------- | --- | --------- | ----------------------------- |
| 1  | 16 грудня 2015    | «Хуан Рамон Варгас», Хутікальпа, Гондурас          | Куба              | 1–0 | 2–0       | Товариський матч              |
| 2  | 16 грудня 2015    | «Хуан Рамон Варгас», Хутікальпа, Гондурас          | Куба              | 2–0 | 2–0       | Товариський матч              |
| 3  | 25 березня 2016   | «Естадіо Кускатлан», Сан-Сальвадор, Сальвадор      | Сальвадор         | 1–0 | 2–2       | Кваліфікація ЧС 2018          |
| 4  | 13 червня 2017    | «Естадіо Ромел Фернандес», Панама, Панама          | Панама            | 2–1 | 2–2       | Кваліфікація ЧС 2018          |
| 5  | 1 вересня 2017    | Стадіон імені Ато Болдона, Кува, Тринідад і Тобаго | Тринідад і Тобаго | 2–0 | 2–1       | Кваліфікація ЧС 2018          |
| 6  | 10 жовтня 2017    | «Олімпіко Метрополітан», Сан-Педро-Сула, Гондурас  | Мексика           | 1–1 | 3–2       | Кваліфікація ЧС 2018          |
| 7  | 15 листопада 2017 | Австралія, Сідней, Австралія                       | Австралія         | 1–3 | 1–3       | Кваліфікація ЧС 2018          |
| 8  | 10 вересня 2019   | «Олімпіко Метрополітан», Сан-Педро-Сула, Гондурас  | Чилі              | 1–1 | 2–1       | Товариський матч              |
| 9  | 17 листопада 2019 | «Олімпіко Метрополітан», Сан-Педро-Сула, Гондурас  | Тринідад і Тобаго | 3–0 | 4–0       | Ліга націй КОНКАКАФ 2019—2020 |
| 10 | 17 листопада 2019 | «Олімпіко Метрополітан», Сан-Педро-Сула, Гондурас  | Тринідад і Тобаго | 4–0 | 4–0       | Ліга націй КОНКАКАФ 2019—2020 |
| 11 | 6 червня 2021     | Емпавер Філд ет Майл-Гай, Денвер, США              | Коста-Рика        | 2–1 | 2–2       | Ліга націй КОНКАКАФ 2021      |
| 12 | 12 листопада 2021 | «Олімпіко Метрополітан», Сан-Педро-Сула, Гондурас  | Панама            | 1–0 | 2–3       | Кваліфікація ЧС 2022          |
| 13 | 29 червня 2023    | Стейт Фарм Стедіум, Глендейл, США                  | Катар             | 1–1 | 1–1       | Золотий кубок КОНКАКАФ 2023   |